# Ef: A Fairy Tale of the Two
Ef - a fairy tale of the two. (litt. « ef - un conte de fée à deux ») est une série de jeux vidéo japonais pour adulte de type visual novel développée et éditée par Minori sur PC au format DVD. Elle compte deux opus : ef - the first tale. (litt. « ef - le premier conte ») et ef - the latter tale. (litt. « ef - le second conte »), sortis respectivement le 22 décembre 2006 et le 30 mai 2008 au Japon uniquement. La vidéo d'introduction du jeu est réalisée par Makoto Shinkai et la bande son est composée par Tenmon avec qui l'auteur et l'éditeur ont déjà travaillé. Le chara design féminin est assuré par Naru Nanao et le masculin par 2C Galore.

Un autre logo du jeu.

Le jeu suit une intrigue linéaire composée de plusieurs scénarios dont l'évolution dépend d'interactions avec quatre personnages féminins. Pour chaque volet du jeu, le joueur incarne successivement deux personnages, chacun étant lié à une héroïne. Le but du joueur est alors de tisser des liens avec celle-ci, pouvant aller idéalement jusqu'à une relation sexuelle. Le jeu offre plus de mille séquences réalisées par ordinateur, mais en échange, la durée des scénarios a dû être écourtée, réduisant de ce fait la durée de vie du jeu. Le joueur peut suivre quatre histoires d'amour, deux par jeu, ainsi que des entractes au cours desquels il pourra rencontrer les personnages non-joueurs Yuko Amamiya et Yu Himura.
Plusieurs œuvres sont réalisées avant la sortie du jeu. Tout d'abord, un manga de Juri Miyabi prépublié depuis avril 2005 dans le mensuel Dengeki Comic Gao! édité par MediaWorks. La publication s'interrompt entre avril et juin 2008 lors de la fusion entre MediaWorks et ASCII pour finalement reprendre dans le mensuel Dengeki Daioh édité par ASCII MediaWorks. Ensuite, une nouvelle est prépubliée dans le magazine Comptiq de Kadokawa Shoten entre les mois de juillet de 2006 à 2008 ainsi que deux nouvelles publiées en octobre 2007 par la maison d'édition Fujimi Shobo. Le premier volet du jeu est adapté en une série d'animation ef - a tale of memories. de douze épisodes par le studio Shaft diffusée entre octobre et décembre 2007 qui sera suivie par l'adaptation du second volet ef - a tale of melodies. diffusée entre octobre et décembre 2008. Il y a également deux émissions de webradios et cinq drama CD découlant de cette série.

## Jouabilité
Le gameplay repose sur de simples interactions, ne consistant la plupart du temps qu'à lire des dialogues entre les personnages ou les pensées intimes du protagoniste qui s'affichent en bas de l'écran. Les deux titres de ef permettent d'incarner quatre hommes - deux par jeu - ayant chacun pour but de séduire une jeune femme, dont la meilleure issue est l'acte sexuel. Les couples étant prédéfinis, chaque histoire se joue selon un scénario.
À certain moment, il est demandé au joueur de faire un choix parmi plusieurs (deux ou trois typiquement) qui orientera le cours de l'histoire. Ces étapes sont déterminantes et le jeu est en pause jusqu'à ce qu'un choix soit fait. ef - the first tale. permet de jouer avec Miyako et Kei et ef - the latter tale. avec Chihiro et Mizuki. Lors du jeu, de « mauvais choix » conduisent à une fin prématurée du jeu, sorte de game over. Le joueur doit alors revenir aux précédents points de sauvegarde et changer ses choix.
Avec ef, Minori rompt avec les procédés classiques du genre visual novel en introduisant des séquences 2D animés plutôt que des plans fixes sur l'interlocuteur, offrant au joueur une meilleure immersion. Ainsi, dans ces séquences, les personnages traditionnellement présentés de face, au centre et au premier plan, cèdent la place à des personnages décentrés et selon des cadrages plus serrés qui rendent l'événement plus tangible. Ces séquences sont utilisés lors des points clef de l'histoire, elles sont plus artistiques et plus détaillés que les scènes normales. Du fait de ces animations, plus d'un millier d'images ont dû être modélisées par ordinateur. Ce choix artistique demandant un grand nombre d'images, les scénarios ont dû être écourté.

## Histoire
L'histoire de ef - a fairy tale of the two. se déroule sur deux parties, elles-mêmes découpées en trois chapitres. Le premier volet, ef - the first tale. se compose principalement de l'histoire de Hiro Hirono, Miyako Miyamura, Kyosuke Tsutsumi, Kei Shindo et Yuko Amamiya au travers d'un prologue et de deux chapitres – le premier centré sur Miyako, le deuxième sur Kei. Le second volet, ef - the latter tale. porte principalement sur l'histoire de Renji Aso, Chihiro Shindo, Shuichi Kuze, Mizuki Hayama et Yu Himura également en deux chapitres – le troisième, centré sur Chihiro et le quatrième sur Mizuki – et un épilogue. Ces deux parties forment un tout à traversef - a fairy tale of the two. dont l'action se déroule dans la ville d'Otowa (音羽).

### ef - the first tale.
Yuko Amamiya (雨宮 優子, Amamiya Yūko, doublé par : Yumiko Nakajima), une jeune fille mystérieuse habillée en religieuse et Yu Himura (火村 夕, Himura Yū, doublé par : Kōichi Tōchika), un homme mystérieux qui semble avoir quelques intérêts pour ce lieu, se rencontrent dans une église pendant les fêtes de noël. En dépit de sa tenue, Yuko n'a rien à voir avec le clergé. À plusieurs moments du récit, elle intervient pour donner des conseils à Hiro ou aux autres personnages et repart. Au début du premier chapitre de l'histoire, Yuko et Yu se remémorent les évènements de l'année précédente qui s'étaient déroulés à la même période. Yuko fait allusion à des évènements de qui se dérouleront au fil de ef - a fairy tale of the two.. Après la conclusion du premier chapitre, l'histoire revient à la discussion du prologue - entre Yuko et Yu -où Yuko parle de ce qui vient de se dérouler dans le premier chapitre. De même, à la fin du deuxième chapitre, Yuko discute de ce qui s'est déroulé dans le chapitre deux ; elle trouve que Hiro, Kyosuke et leurs amis vont lui manquer. Enfin, ils feront allusion aux évènements à venir dansef - the latter tale., le deuxième volet de l'histoire.
Premier chapitreLe joueur incarne Hiro Hirono (広野 紘, Hirono Hiro, doublé par : Hiro Shimono) un auteur de manga indépendant bien qu'il soit inscrit au lycée. À cause de son travail, il manque souvent les cours pour se consacrer à la production de manga shōjo sous le pseudonyme de Nagi Shindo (新堂 凪, Shindō Nagi). Il en perd sa motivation pour les études et s'investit plutôt dans son travail afin de gagner sa vie ; il est souvent à court d'argent. Alors qu'il se balade un soir de Noël, Hiro est dépassé par un voleur à l'arraché en fuite sur un vélo, bientôt poursuivie par l'héroïne de ce chapitre : Miyako Miyamura (宮村 みやこ, Miyamura Miyako, doublé par : Hiroko Taguchi). Elle prend le vélo d'Hiro sans demander sa permission pour se lancer à la poursuite du malfrat. Elle finira par détruire son vélo et ils passeront le reste de la nuit ensemble.
Plus tard, Hiro rencontre Miyako à l'école où il apprend qu'ils sont de la même année mais pas dans la même classe ; elle aussi n'est pas souvent présente en cours car elle trouve l'école ennuyeuse. Miyako a une forte personnalité et aime faire n'importe quoi. À force de passer du temps ensemble, elle devient proche de Hiro, ce qui ne réjouit pas son amie d'enfance Kei Shindō (新藤 景, Shindō Kei, doublé par : Junko Okada) qui se sent mise à l'écart et un triangle amoureux se forme. Kei est jalouse de Miyako car il passe son temps avec elle. Hiro et Miyako finiront ensemble, au détriment des sentiments de Kei.
Deuxième chapitreLe deuxième chapitre débute plusieurs mois après, en été. Le joueur incarne cette fois Kyōsuke Tsutsumi (堤 京介, Kyōsuke Tsutsumi, doublé par : Yūki Tai), une connaissance de Hiro. Il a une passion pour la réalisation audiovisuelle et emporte partout son caméscope numérique. La nuit de Noël, il voit une fille en train de courir dans la rue (il s'agit de Kei Shindō mais il ne l'a pas reconnu). Il essaye alors de la prendre en photo mais n'obtient qu'une image partielle, gêné par un camion. Il est alors obnubilé par sur cette mystérieuse inconnue à tel point qu'il quitte son ciné-club et que sa copine lui demande de rompre.
Un jour, alors qu'il est en train de filmer près du gymnase, il aperçoit Kei qui s'entraine avec l'équipe de basket féminine de l'école et s'éprend de son image. Il souhaite faire de Kei l'actrice du film qu'il doit réaliser pour un festival du film. Il ne pense plus qu'à Kei et décide de s'en rapprocher par l'intermédiaire de son ami Hiro, ami d'enfance de Kei. Elle est un an plus jeune qu'Hiro et étudie dans la même école. Kei refuse de tourner dans le film de Kyōsuke mais accepte de voir ses précédentes créations. Elle est d'abord déçue par ses films puis apprécie certains aspects de ses travaux.

### ef - the latter tale.
ef - the latter tale. commence une fois de plus par la scène entre Yuko Amamiya et Yu Himura (prologue du premier volet), alors qu'ils discutent dans l'église. Yuko lui raconte comment dansef - the first tale. elle est intervenue au cours des deux histoires. Ensuite elle lui demande de raconter ce qu'il a fait de son côté et il commence à raconter l'histoire de Chihiro Shindo ; le troisième chapitre commence. De la même manière que Yuko, Yu apparaîtra pour donner des conseils à Renji et aux autres pour ensuite disparaître. Yu est proche de Chihiro et prend soin d'elle. Une fois le troisième chapitre fini, l'histoire revient dans l'église où Yu finit son histoire et enchaîne sur la façon dont Yuko et lui se sont séparés dans le passé. Yu raconte ensuite les événements du quatrième chapitre. À la fin de ce chapitre, on revient une dernière fois à la scène de l'église entre Yuko et Yu qui sert de fil rouge à l'histoire. L'épilogue nous dévoile que le titre ef - a fairy tale of the two. concerne en fait l'histoire entre Yuko et Yu.
Troisième chapitreTout comme le premier chapitre, le troisième chapitre se déroule en hiver. Il raconte l'histoire de Renji Asō (麻生 蓮治, Asō Renji, doublé par : Motoki Takagi), un jeune homme moitié allemand, moitié japonais. Lors d'une de ses habituelles séance de lecture à la gare abandonnée, il rencontre une fille avec un cache-œil, assise toute seule, nomméeChihiro Shindo (新藤 千尋, Shindō Chihiro, doublé par : Natsumi Yanase). Il s'agit de la sœur jumelle de Kei (qui apparait dans ef - The first tale.). Malgré leur timidité mutuelle, Renji reviendra la voir chaque jour après l'école et deviendra rapidement son ami. Il apprendra plus tard qu'elle souffre d'un cas d'amnésie antérograde sévère et qu'elle ne conserve les souvenirs que des dernières treize heures, mis à part ses souvenirs d'avant son accident. C'est pourquoi elle note chaque jour son quotidien dans son journal afin de pouvoir le relire tous les matins et ainsi se souvenir de ce qu'elle oublie. Paradoxalement, elle possède une excellente capacité mémorielle sur ces treize heures.
Renji découvre qu'elle rêve d'écrire une nouvelle de fantasy, mais à cause de son handicap l'écriture n'avance pas. Renji qui adore lire des histoires de fantasy décide de l'aider à transformer son rêve en réalité. Alors qu'ils tendent vers ce but commun, les deux deviennent très proches et finalement tombent amoureux. À mesure que l'histoire s'écrit, Renji découvre qu'il s'agit d'une allégorie de la vie de Chihiro et de sa vision du monde au travers de son handicap.
Quatrième chapitreShūichi Kuze (久瀬 修一, Kuze Shūichi, doublé par : Kenji Hamada), le personnage joué pour le quatrième chapitre de cette histoire est un violoniste professionnel qui, après avoir étudié en Allemagne, revient à Otowa, lieu où se déroule l'histoire de ef. Kuze est le voisin et ami de Renji, malgré leur différence d'âge. Kuze connait également Yu Himura et Chihiro même si cette dernière, du fait de son handicap, ne s'en souvient pas. Il rencontre l'héroïne de ce chapitre, Mizuki Hayama (羽山 ミズキ, Hayama Mizuki, doublé par :Mai Goto), par le biais de la mère de Reiji. Elle suit des cours dans une école fédérée et admire Kei ; elles sont dans la même équipe de basket féminine. Elle adore lire des mangas shōjo, elle est très directe et s'exprime franchement, surtout avec Kei. Alors qu'elle était venue à Otowa pour rendre visite à son cousin Renji, elle rencontre Kuze. Kuze tait qu'il est atteint d'un type particulier de névrose, mais, bien qu'elle soit au courant, Mizuki tente de se rapprocher de lui tandis qu'il la repousse et refuse sa tendresse. Mizuki commence à déprimer et obtient le journal de Chihiro. Alors qu'elle le parcourt, elle tombe sur le nom de Yu qu'elle connaissait auparavant. Elle part pour l'église afin de la retrouver... L'histoire se termine alors.

## Analyse de l'œuvre

### Création
Le projet ef débute en 2004, dirigé par Nobukazu Sakai, producteur principal chez Minori, et réalisé par Mikage, l'un des deux principaux scénariste avec Yū Kagami. Le chara-design est confié à Naru Nanao pour les personnages féminins et à 2C Galore pour les masculins. La séquence d'introduction animée est réalisée par Makoto Shinkai en collaboration avec le studio d'animation Ajia-dō Animation Works (亜細亜堂, Ajiadō). La musique de ef est composée par Tenmon, en solo sur ef - the first tale., puis avec Eiichirō Yanagi sur ef - the latter tale. pour les musiques supplémentaires. Le coût de ef dépasse les prévisions et la plupart des bénéfices des précédents titres de Minori sont utilisés pour sa production[réf. nécessaire]. D'ailleurs, il aura fallu environ quarante millions de yen rien que pour la création de ef: first fan disc et du maxi du thème musical d'ouverture[réf. nécessaire]. Minori étant toujours à court d'argent, ils doivent finalement faire un prêt de cinquante millions de yen[réf. nécessaire]. Mikage parvient aussi a récolter cent mille yens lors d'un voyage à travers l'Allemagne et Moscou[réf. nécessaire].

### Dates de parution
Un disque intitulé ef - first fan disc est d'abord sorti lors du Comiket entre le 11 et le 13 août 2007, puis en magasin (sur PC) à partir du 25 août 2007 ; cette version ne contient pas de hentai et n'offre qu'un aperçu de l'univers de ef, en abordant quelques points de ef - the first tale., le premier volet de la série. De même, la sortie de ef - the latter tale. est précédée de la distribution du disque intitulée ef - second fan mix. Cet avant-goût du jeu sort au Comiket le 29 décembre 2007 puis en magasin (sur PC) à partir du 8 février 2008. ef - the first tale. sort en tant que jeux érotique sur PC le 22 décembre 2006. Le deuxième volet ef - the latter tale. sort le 30 mai 2008, sur PC également. Une démo du jeu est disponible en téléchargement sur le site dédié de Getchu. Un portage du jeu sur PlayStation 2 développé par Comfort est en cours et sa sortie est prévue pour le 29 avril 2010. Un disque additionnel Tenshi no Nichiyōbi « Ef: A Fairy Tale of the Two.» Pleasurable Box (天使の日曜日 "ef - a fairy tale of the two." Pleasurable Box) est prévu pour septembre 2010.

### Réception et critiques
Le numéro d'octobre 2007 de Dengeki G's Magazine publie les résultats de l'élection des cinquante meilleurs jeux bishōjo. Sur deux cent quarante-neuf titres, ef - a fairy tale of the two est classé trente-troisième avec onze votes, ex-æquo avec Muv-Luv Alternative et Snow. Le premier volet ef - the first tale. fut classé meilleure vente au Japon du mois de décembre 2006 sur Getchu.com et dix-neuvième le mois suivant et fut la quatrième meilleure vente de 2006 alors qu'il est sorti dans les dernières semaines de l'année. Dans le numéro paru le 25 janvier 2007 du magazine de jeux japonais PC News, ef - the first tale est classé cinquième meilleure vente de jeux de l'année 2006 avec 40 849 exemplaires vendus au Japon. En termes de vente au Japon, dans la catégorie des jeux bishōjo, ef - the first tale entre à la deuxième place en décembre et passe en cinquième et trente-deuxième place courant janvier.
Au Japon entre mi-avril et mi-mai 2008, ef - the latter tale est classé quatrième des jeux PC en précommande, puis premier des ventes de jeux PC en mai 2008 et trentième le mois suivant selon (ja) PC Press.
La série ef fut le seul titre de Minori à avoir eu un numéro dédié dans le Dengeki G's Festival! Deluxe, une édition spéciale du Dengeki G's Magazine publié par ASCII Media Works. Ce numéro spécial sort le 30 novembre 2007 et inaugure le magazine. Il contient des informations sur ef - the fairy tale of the two., ef - a tale of memories. et est fourni avec un tapis de souris ergonomique, un nettoyeur de téléphone mobile pouvant s'y attacher et une carte d'identité.

## Adaptations

### Manga
Une adaptation manga ef: a fairy tale of the two. est prépubliée depuis avril 2005 dans Dengeki Comic Gao!, le magazine shōnen manga publié par MediaWorks. Lorsque la publication s'arrête dans le numéro d'avril 2008 (alors que trente-cinq chapitres ont été publiés), c'est le magazine manga Dengeki Daioh publié par ASCII Media Works qui reprend la publication dans le numéro de juin 2008.
Tiré du premier volet du visual novel, ef - the first tale., l'histoire est écrite par Mikage et Yū Kagami – deux scénaristes de Minori – et illustrée par Juri Miyabi. Il y a actuellement huit volumes publiés.

### Romans
Une série de vingt-quatre nouvelles ont été publiées sous le titre ef - a fairy tale of the two. - Another tale dans le mensuel seinen Comptiq, publié par Kadokawa Shoten dans les numéros de juillet 2006 à juillet 2008, en kiosque respectivement les 10 juin 2006 et 10 juin 2008. Ces histoires courtes, publiées en parallèle de l'histoire principale, sont écrites par les mêmes scénaristes que précédemment mais cette fois sont illustrées par Naru Nanao, 2C Galore et Mitsuishi Shōna et ont été publiées le 27 février 2009 dans le recueil Another tales..
Deux autres nouvelles indépendantes sont publiées sous le titre ef: a fairy tale of the two. chez Fujimi Shobo le 25 octobre 2007. Écrites par Yū Kagami et illustrées par Kinusa Shimotsuki, la première raconte les choix de Miyako et la seconde ceux de Kei.

### Radio
Il a eu deux émissions de webradio sur ef - a fairy tale of the two.. La première intitulée Omoshiro Minori Hōsōkyoku (おもしろミノリ放送局) a été diffusé tous les vendredis entre le 13 octobre 2006 et 1er juillet 2007 pour un total de trente-trois épisodes. Produite par Onsen, Cospa et Minori, elle a servi majoritairement à la promotion des deux jeux en proposant des informations sur la licence et son actualité. La deuxième émission, Yumiko & Yūna no Ef Memo Radio (ゆみこ&ゆうなのえふメモらじお), a été diffusé à partir du 8 juin 2008 afin de promouvoir la série d'animation et les produits dérivés.

### Drama CD
Un ensemble de quatre drama CD issus de la série ont été produits par Frontier Works et sont sortis entre octobre 2006 et avril 2007 . Une version spéciale sort le 21 novembre 2007 ainsi qu'une autre le 27 novembre 2008.
Dans ces drama CD, les personnages féminins sont doublées par les mêmes actrices que celles du jeu et de l'animé. Les personnages masculins, Hiro et Kyosuke, sont eux doublés par des acteurs différents, respectivement par Takashi Shōman et Shō Shiroki, par souci de cohérence avec le doublage de l'anime.

### Anime

Logo de l'anime Ef: A Tale of Memories.

ef - prologue est distribué en DVD le 24 août 2007 pour lancer la série d'animation ef. Il s'agit d'un teaser qui introduit les personnages principaux et quelques intrigues. Les douze épisodes du premier volet de la série ef- a tale of memories. sont diffusés du 7 octobre 2007 au 22 décembre 2007 sur Chiba TV au Japon. L'adaptation de l'histoire en série d'animation est confiée au studio Shaft et réalisée par Shin Ōnuma. Lors de la production de la série d'animation, le script du second volet est déjà disponible mais Shin Ōnuma choisit de ne pas le lire afin de préserver le point de vue du spectateur. Toutefois le scénariste, Katsuhiko Takayama, l'avait lu. À chaque fin d'épisode est proposé un cliché réalisé par les illustrateurs japonais des différents supports de l'histoire (l'anime, le manga et le visual novel). L'ensemble des premières lettres du titre de chacun des douze épisodes forment « Euphoric Field » – la treizième lettre venant du titre du coda à la fin du dernier épisode qui s'intitule Dream.
Cette série – sortie entre le 7 décembre 2007 et le 9 mai 2008 – existe en version normale et limitée de six DVD chacune, contenant deux épisodes par disque. La seconde saison nommée ef - a tale of melodies. est diffusée au Japon à partir du 7 octobre 2008.

#### Voix japonaises
| Personnage                     | Seiyū                          |
| ------------------------------ | ------------------------------ |
| Hirono Hiro (広野・紘)         | Shimono Hiro (下野・紘)        |
| Miyamura Miyako (宮村・みやこ) | Taguchi Hiroko (田口・宏子)    |
| Aso Renji (麻生・蓮治)         | Takagi Motoki (高城・元気)     |
| Shindo Chihiro (新藤・千尋)    | Yanase Natsumi (柳瀬・なつみ)  |
| Amamiya Yuko (雨宮・優子)      | Nakajima Yumiko (中島・裕美子) |
| Hayama Mizuki (羽山・ミズキ)   | Goto Mai (後藤・麻衣)          |
| Himura Yu (火村・夕)           | Tochika Koichi (遠近・孝一)    |
| Kuze Shuichi (久瀬・修一)      | Hamada Kenji (浜田・賢二)      |
| Shindo Kei (新藤・景)          | Okada Junko (岡田・純子)       |
| Tsusumi Kyosuke (堤・京介)     | Tai Yuki (泰・勇気)            |

## Musique
Le thème musical d'ouverture d'ef - the first tale est « Eternal Feather » (悠久の翼, Yūkyū no Tsubasa) de Hitomi Harada sorti en maxi le 27 octobre 2006. Pour ef - the latter tale, le thème d'ouverture est « Emotional Flutter » et « Ever Forever » celui de clôture ; les génériques sont sortis en single le 11 avril 2008. La bande originale de ef - a fairy tale of the two. nommée « Alato », est sortie le 27 février 2009 et contient trois CD.
Pour la série d'animation ef - a tale of memories., le thème musical d'ouverture utilisé à partir du troisième épisode est une version anglaise de « Euphoric Field » composée par Tenmon et interprétée par Elisa ; également utilisé comme thème musical de clôture pour le deuxième épisode. La version japonaise de « Euphoric Field » sert de thème musical d'ouverture pour le douzième épisode ; le single sort le 24 octobre 2007 chez Geneon. Le premier thème musical de clôture de la série d'animation, « I'm here » de Hiroko Taguchi, est utilisé pour les épisodes un, trois, sept et dix ; le single, «Adagio de Miyako Miyamura », sort le 24 octobre 2007 chez Geneon. Le deuxième, « Kizamu Kisetsu » (刻む季節) de Junko Okada est utilisé pour les épisodes quatre, cinq et neuf ; le single «Vivace de Kei Shindo » sort le 21 novembre 2007. Le troisième, « Sora no Yume » (空の夢) de Natsumi Yanase est utilisé pour les épisodes six, huit et onze ; le single « Andante de Chihiro Shindo » sort le 21 décembre 2007. Un remix du thème musical du jeu vidéo « Eternal Feather 07.mix » (悠久の翼 07.mix, Yūkyū no Tsubasa 07.mix) chanté par Yumiko Nakajima est utilisé pour l'épisode douze ; le single sort le 26 septembre 2008. La première bande originale de la série, « Espressivo », sort le 8 février 2008 et la seconde, « Fortissimo », sort le 2 avril 2008.
Pour la série d'animation ef - a tale of melodies., c'est la version anglaise de « Ebullient Future », également réalisée par Tenmon et interprétée par Elisa, qui sert de thème musical d'ouverture pour les épisodes six – en version instrumentale – et douze – le deuxième couplet. Les génériques d'ouverture changent plusieurs fois ; l'épisode dix n'a pas de générique d'ouverture mais utilise une version piano en guise de clôture, l'épisode douze utilise la version japonaise de la chanson avec un générique d'ouverture différent. Le premier thème de clôture, « Strength of Smiles » (笑顔のチカラ, Egao no Chikara) de Mai Goto, est utilisé pour les épisodes deux à cinq, sept, et le deuxième couplet dans l'épisode onze. Le deuxième, « Pieces of Wish » (願いのカケラ, Negai no Kakera) de Yumiko Nakajima, est utilisé dans les épisodes six, neuf et le deuxième couplet dans l'épisode huit. Pour l'épisode onze, la chanson « A moon filled sky. » de Mai Goto est utilisée pour le générique de fin et une nouvelle version japonaise du thème d'ouverture de la première saison de la série est introduite. L'épisode douze utilise la chanson « Ever Forever OG.mix » chantée par les seiyū des principaux personnages féminins. Les singles, « Ebullient Future » et « Egao no Chikara » (renommé par la suite « Fermata de Mizuki Hayama ») sortent le 5 novembre 2008 et le single « Negai no Kakera » (renommé par la suite « Fine by Yuko Amamiya ») sort le 26 novembre 2008. La première bande originale de la série, « Elegia », sort le 26 décembre 2008; la seconde, « Felice », le 27 février 2009.

## Sources
- (en) Cet article est partiellement ou en totalité issu de l’article de Wikipédia en anglais intitulé « Ef: A Fairy Tale of the Two. » (voir la liste des auteurs).